# Василюк Андрій Миколайович
Андрі́й Микола́йович Василю́к (нар. 29 серпня 1987, Ніжин, Чернігівська область, УРСР) — український шосейний велогонщик, який виступає на професійному рівні від 2010 року. Триразовий чемпіон України в шосейних перегонах з роздільним стартом, учасник європейських та світових першостей. Відомий насамперед із виступів за українську континентальну команду Kolss.

## Життєпис
Народився 29 серпня 1987 року в місті Ніжин Чернігівської області Української РСР. Згодом переїхав на постійне проживання до Києва, проходив підготовку в київській школі вищої спортивної майстерності.
Вперше виступив на великих міжнародних змаганнях 2007 року, проїхавши багатоденні перегони першої категорії «Тур Хайнаню».
Від 2010 року представляв українську континентальну команду Kolss Cycling Team, вже в дебютному сезоні в її складі взяв участь у багатоденних перегонах вищої категорії «Тур озера Цинхай», відзначився виступом у «Турі Румунії», стартував на кількох великих перегонах у Росії: «П'ять кілець Москви», «Гран-прі Москви», «Кубок мера», «Гран-прі Адигеї».
У 2011 та 2012 роках активно виступав у різних змаганнях, хоча перемог до свого послужного списку додав небагато. Найвизначніші досягнення в цей період — дев'яте місце в генеральній класифікації «П'яти кілець Москви», потрапляння в десятку найсильніших одноденних перегонів «Меморіал Олега Дяченка», «Гран-прі Донецька», «Гран-прі Москви». Серед іншого Василюк повністю проїхав «Тур Хайнаню», розташувавшись на 12 та 13 позиціях у генеральній та очковій класифікаціях.
2013 року вперше здобув перемогу на чемпіонаті України з шосейного велоспорту в перегонах із роздільним стартом. Крім цього, виграв прологи «П'яти кілець Москви» і «Туру Румунії», знову брав участь у «Турі Хайнаню», де цього разу став у генеральній класифікації дванадцятим. У складі української національної збірної взяв участь у шосейному чемпіонаті світу в Тоскані.
2014 року захистив титул чемпіона України у перегонах із роздільним стартом.. Посів шосте місце в генеральній класифікації «Гран-прі Адигеї», проїхав «Тур озера Цінхай», побував на світовій першості в Понферраді.
2015 року відзначився перемогою на «Турі Підляшшя» в Польщі, став сьомим у «Турі озера Цінхай» та дев'ятим «Турі Мерсіна», показав сьомий результат на домашніх перегонах Race Horizon Park. Взяв участь у перших Європейських іграх у Баку.
2016 року втретє здобув перемогу на чемпіонаті України в перегонах із роздільним стартом. Виступав на чемпіонаті Європи в Плюмелеку і чемпіонаті світу в Досі. Змагався на двох багатоденних перегонах вищої категорії: «Тур Хайнаню» та «Тур озера Цинхай». Став переможцем гонки Тур де Рібас.
На чемпіонаті України 2017 року став у перегонах з роздільним стартом другим, поступившись тільки Олександру Поливоді. Продолжив активно виступати в перегонах у Китаї: посів сьоме місце в генеральній класифікації «Туру Фучжоу», 17 місце в генеральній класифікації «Туру Хайнаню», 5 місце в генеральній класифікації «Тура озера Тайху», тоді як на «Турі озера Цинхай» зійшов з дистанції під час четвертого етапу. Посів друге місце на Турі України.
2018 році разом зі співвітчизником Віталієм Буцом перейшов у польську континентальну команду Team Hurom.
Закінчив Харківську державну академію фізичної культури.